# Нахум Бомзе
Нахум Бомзе (англ. Nachum Bomze, їдиш באמזע נחום, Nuchim Bomse, Nohem Bomze, 1906, Сасів, Австро-Угорщина – 1954, Нью-Йорк, США) — єврейський поет, який писав мовою їдиш

## Життєпис
Народився 1906 року у Сасові Золочівського повіту Королівства Галичини та Володимирії Австро-Угорщини (тепер Золочівський район Львівської області України), в родині купця. Був наймолодшим із десяти дітей в сім'ї. Навчався в німецькомовній школі та єврейській гімназії у Львові.
Його літературний дебют відбувся у 1929 році у варшавському часописі «Warsaw Yugent Veker». Був членом львівської літературної групи «Цуштаєр» з 1929 по 1931 роки. У 1930-х роках жив у Варшаві, а з початком Другої світової війни повернувся до Львова. У 1940 році став членом новоствореної Львівської організації Спілки письменників України.
Переховувався у Білостоці, який у 1941 році був окупований совєцькою армією. Був мобілізований до Червоної армії. Тривалий час перебував в Узбекистані, де працював у дитячому садку в Ташкенті.
У 1946 році Бомзе спробував знову оселитися та репатріюватися до Польщі. Він не короткий час зупинився у Лодзі, де працював редактором та секретарем. Після безуспішних пошуків членів своєї родини, він поїхав до Швеції, а звідти до Парижа.
У 1948 році Бомзе емігрував до США у місто Нью-Йорк. Помер у 1954 році від серцевого нападу.

## Творчість
Нахум Бомзе публікувався в газетах і журналах мовою їдиш, зокрема в «Tsukunft» і «Lebensfragen».
Видав 4 збірки поезії, написані їдишом:
- У дні тижня (In di Teg Fun Vokh), 1929
- Босі кроки (Borvese Trit), 1936
- Гість у Фарнахті (A Gast in Farnakht), 1939
- Весілля восени (A Khasene in Herbst), 1949

Добірка його віршів була також опублікована посмертно у збірнику «Ayvik Bliyen Vet der Traum» зі вступним словом Гальперна Лейвіка.